# Fésűs korallgomba
A fésűs korallgomba (Clavulina coralloides) a Hydnaceae családba tartozó, Eurázsiában, Észak-Amerikában, Ausztráliában és Új-Zélandon honos, erdőkben élő, nem ehető gombafaj. 

## Megjelenése
A fésűs korallgomba termőteste 2-10 magas és 3-10 cm széles, alakja korallszerű, a rövid tönkrészből többszörösen elágazó ágak nőnek ki. Az ágak 2-5 mm vastagok, végük sokszorosan hegyes végű ágacskákra szakadozik. Felszíne sima vagy hosszában barázdás. Színe krém- vagy okkeres fehér, idősen rózsaszínes vagy rózsaszínes-barnás árnyalatú lehet; néha parazita jelenléte miatt a tövétől kiindulva sötétszürkés, akár feketés. A termőréteg az ágacskák felszínén található. 
Húsa puha, törékeny, színe fehér. Íze és szaga nem jellegzetes.
Spórapora fehér. Spórája majdnem kerek, sima, csírapórus látható, mérete 7-11 x 6,5-10 µm. 

### Hasonló fajok
A szürkés színű, hosszabb ágú szürke korallgomba és a hasonló színű, de lapított ágú barázdás korallgomba hasonlíthat hozzá.   

## Elterjedése és termőhelye
Eurázsia, Észak-Amerika, Ausztrália és Új-Zéland mérsékelt éghajlatú vidékein honos. Magyarországon helyenként gyakori. 
Lombos és tűlevelű erdőkben található meg, gyakran nagy csoportokban. Feltehetően különböző fákkal képez gyökérkapcsoltságot. Júniustól októberig terem. 
Nem mérgező, de gasztronómiai szempontból jelentéktelen. 

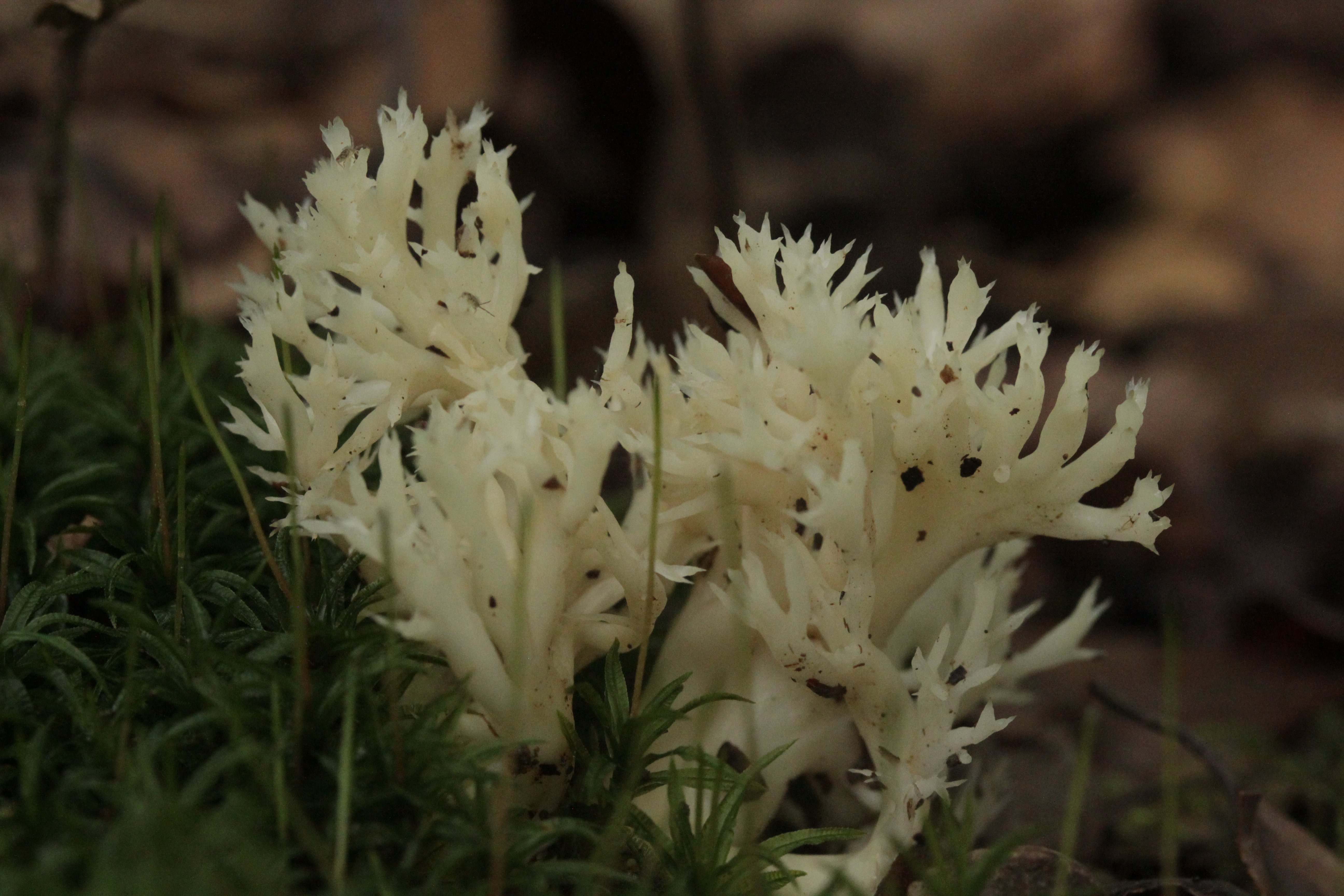
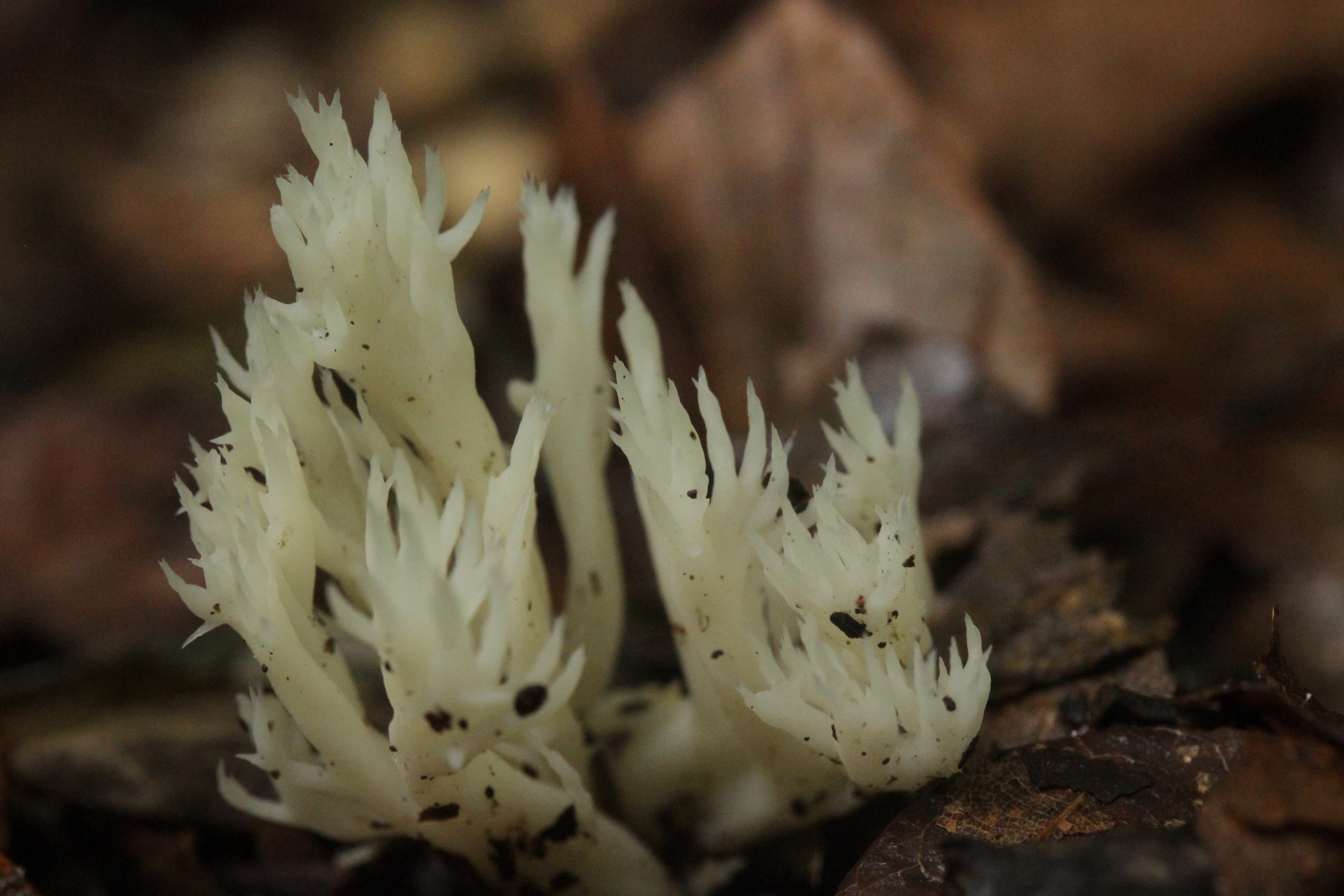
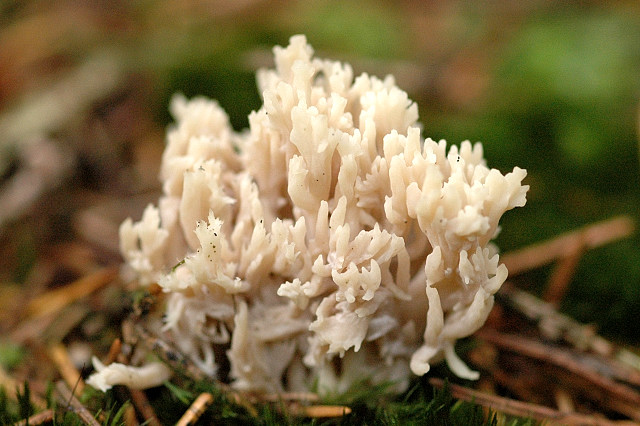
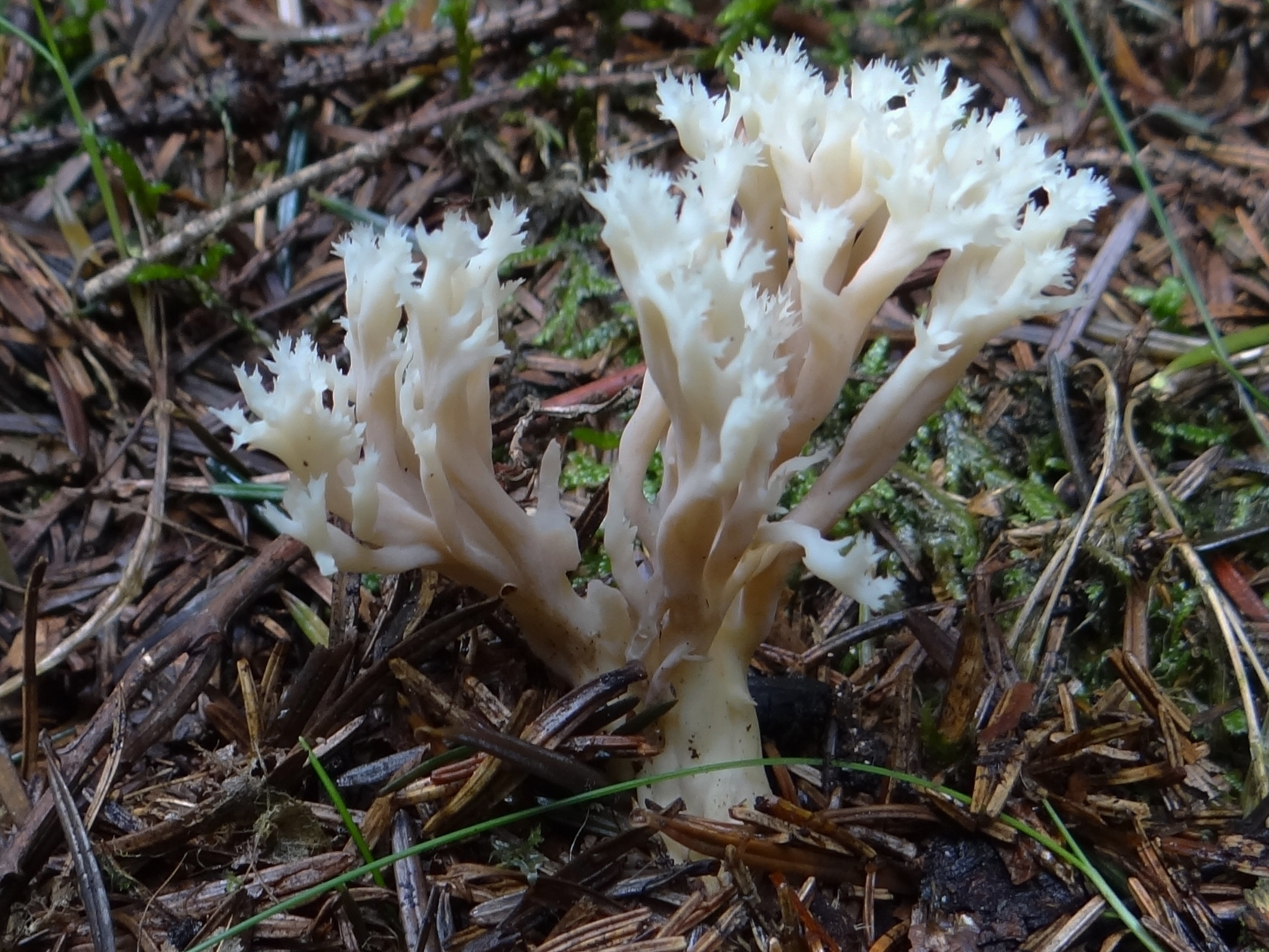
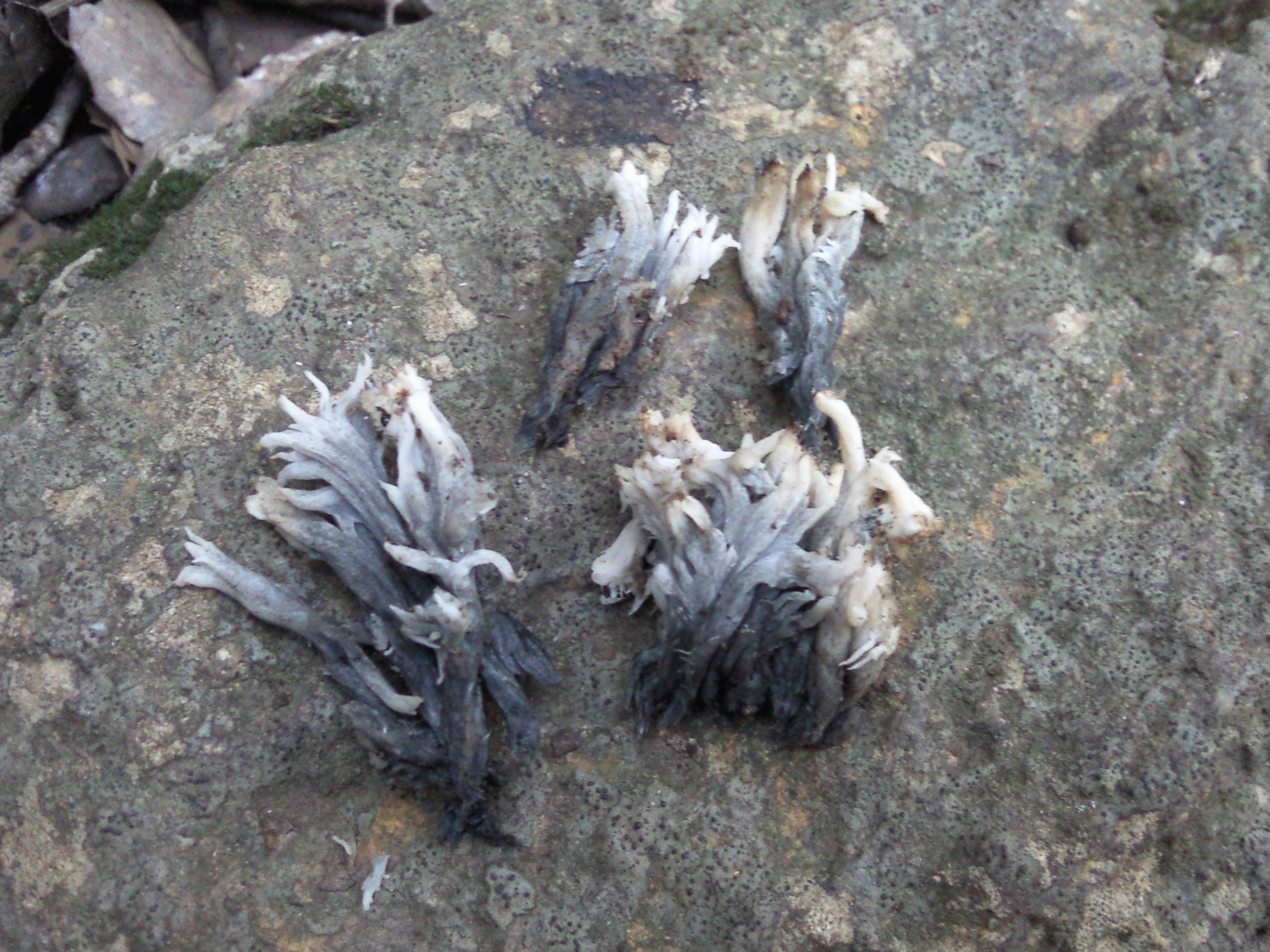